# Caspar Widmer
Caspar Widmer (n. 28 mai 1874, Ettiswil⁠(d), cantonul Lucerna, Elveția – d. 27 martie 1953, St. Gallen, Cantonul St. Gallen, Elveția) a fost un trăgător de tir ce a reprezentat Elveția, medaliat olimpic. A participat la o ediție a Jocurilor Olimpice (1920) în care a câștigat o medalie de bronz.